# Gemeinde Bohinj
Die Gemeinde Bohinj (deutsch: Wochein) eine 22 Ortschaften umfassende Gemeinde in den Julischen Alpen in der Oberkrain (Region Gorenjska), Slowenien. Hauptort und Verwaltungszentrum ist Bohinjska Bistrica. Das Zentrum der Gemeinde liegt im Tal von Bohinj.

## Gemeindegliederung
Die größte Ortschaft auf dem Gemeindegebiet von Bohinj ist Bohinjska Bistrica. In Klammern die deutschsprachigen Ortsnamen aus der Zeit von vor 1918. Die Ortsteile von Bohinj sind (alphabetisch geordnet):
| - Bitnje (dt.: Wittnach) - Bohinjska Bistrica (dt.: Wochein Feistritz) - Bohinjska Češnjica (dt.: Kerschdorf) - Brod (dt.: Fürten) - Gorjuše (dt.: Goriusch) - Jereka (dt.: Frauenberg) - Kamnje (dt.: Steinfeld) - Koprivnik (dt.: Kopriunig) | - Laški Rovt (dt.: Wälsch Gereuth) - Lepence (dt.: Lepenz) - Log (dt.: Lose) - Nemški Rovt (dt.: Deutsch Gereuth) - Nomenj (dt.: Neming) - Podjelje (dt.: Podjel) - Polje (dt.: Feld) - Ravne v Bohinj (dt.: Raune) | - Ribčev Laz (dt.: Fischgereuth) - Savica (dt.: Sawitz) - Sredna vas v Bohinju (dt.: Mitterdorf) - Stara Fužina (dt.: Althammer) - Studor v Bohinju (dt.: Studorf) - Ukanc (dt.: Ukanz) - Žlan (dt.: Schlan) |

## Nachbargemeinden
| Bovec                  | Kranjska Gora, Gorje, Bled                  | Radovljica |
| Bovec, Kobarid, Tolmin | Kompassrose, die auf Nachbargemeinden zeigt | Železniki  |
| Tolmin                 | Tolmin, Železniki                           | Železniki  |

## Partnergemeinde
Eine der Partnergemeinden von Bohinj ist Ramsau bei Berchtesgaden.

## Wirtschaft
Das Wocheinertal ist durch seine Abgelegenheit landwirtschaftlich geprägt. Die spektakuläre Wocheinerbahn (1906) erwies sich zwar als wirtschaftlicher Flop, brachte dem Tal jedoch einen touristischen Aufstieg. Diesem bieten sich hervorragende Bedingungen durch die landschaftliche Schönheit, die Nähe zum Triglav und die vielfältigen Möglichkeiten zu sportlichen Aktivitäten wie Alpinem Skifahren, Langlaufweltcupbewerbe auf der Pokljuka und allen denkbaren Bergsportarten.
Die Almwirtschaft war in Bohinj entwickelt wie nirgendwo sonst in Slowenien. In der Zeit der Selbstversorgungslandwirtschaft, bis zum Zweiten Weltkrieg, baute man auf den Talfeldern Getreide und Winterfutter an. Auf der Alm Uskovnica, die zu den größeren Hirtensiedlungen zählte, wurden 1944 die meisten Almhütten und Ställe durch die deutschen Besatzungstruppen niedergebrannt. Die Bewohner von Bohinj bauten sie jedoch nach dem Krieg wieder auf. Neben dem Käsereigebäude steht eine Gedenktafel für die Opfer dieses Ereignisses. Nach dem Zweiten Weltkrieg wurde die Almwirtschaft teilweise aufgegeben. Die Bergkäsereien verloren an Bedeutung, da die Käseproduktion im Tal modernisiert und in dem Käsereibetrieb in Srednja vas konzentriert wurde.
Im Frühling weidet man das Vieh unweit des Dorfes, dann treibt man es auf die unteren, im Hochsommer auf die höheren Almen, die manchmal auch auf Hochflächen und in Gebirgskaren oberhalb der Waldgrenze liegen. An den Abhängen oberhalb der Dörfer befinden sich die sogenannten rovte (Gereute) – ausgedehnte Wiesen, die im Herbst gemäht werden und auf denen manchmal das Vieh grast. Über die Weiden sind Heustadel zum Speichern des Heus verstreut, das man auf steilen Fahrwegen, im Winter manchmal mit dem Schlitten, ins Tal brachte. Da ein Großteil der Wocheiner Wiesen auf steilem und unebenem Gelände liegt, wo man keine Mähmaschinen und andere größeren landwirtschaftlichen Geräte einsetzen kann, wurden viele aufgegeben. In den letzten Jahren weiden mehrere Dorfgemeinschaften ihr Vieh gemeinschaftlich auf den Almen mit ausgedehnten Weideflächen. Auf der Konjsčica weidet so das Jung- oder auch Galtvieh, auf der Javroniki das Milchvieh. Häufig dringt der Waldwuchs in die Weiden vor.

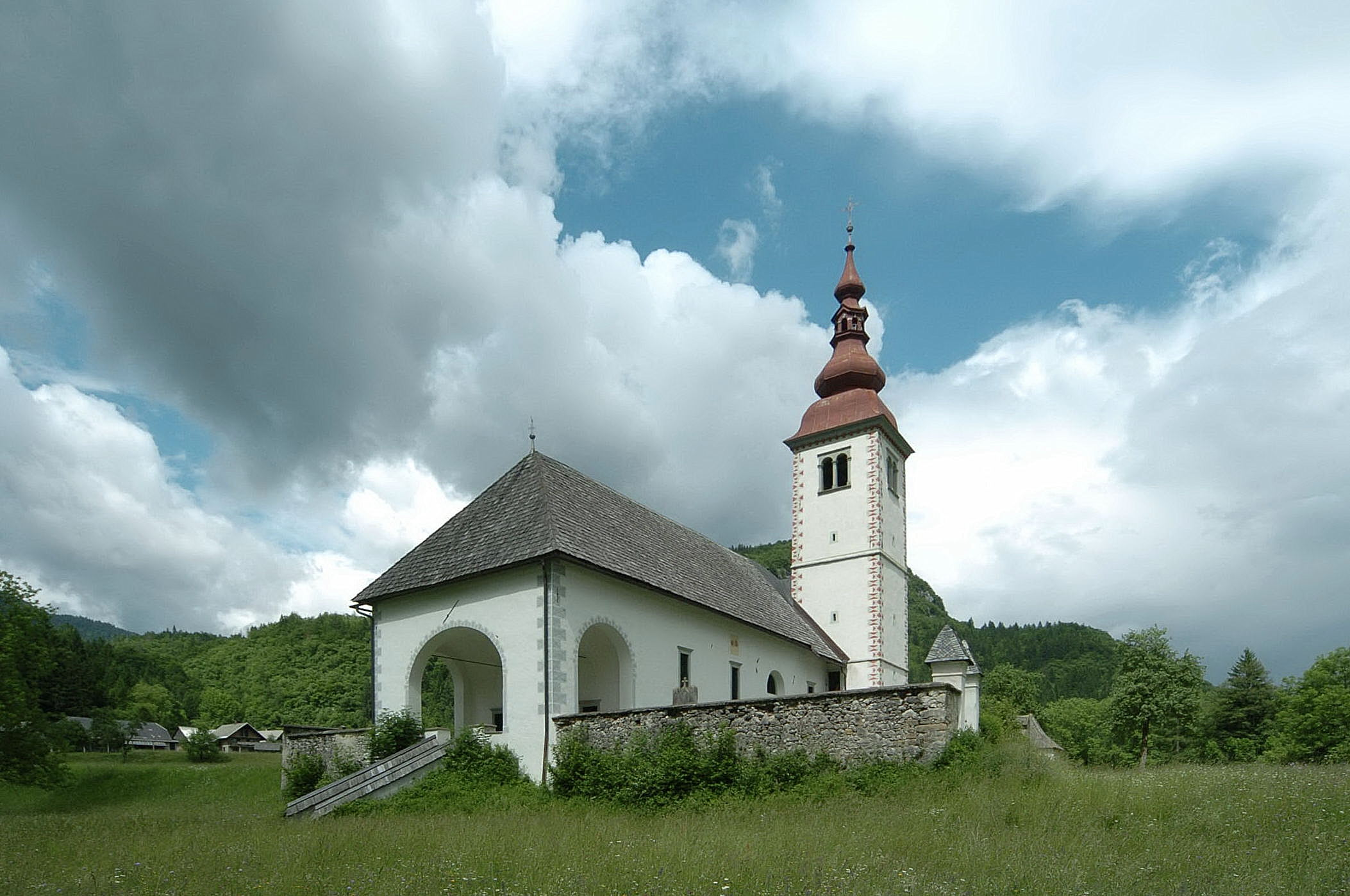
Kirche Mariä Himmelfahrt in Bitnje

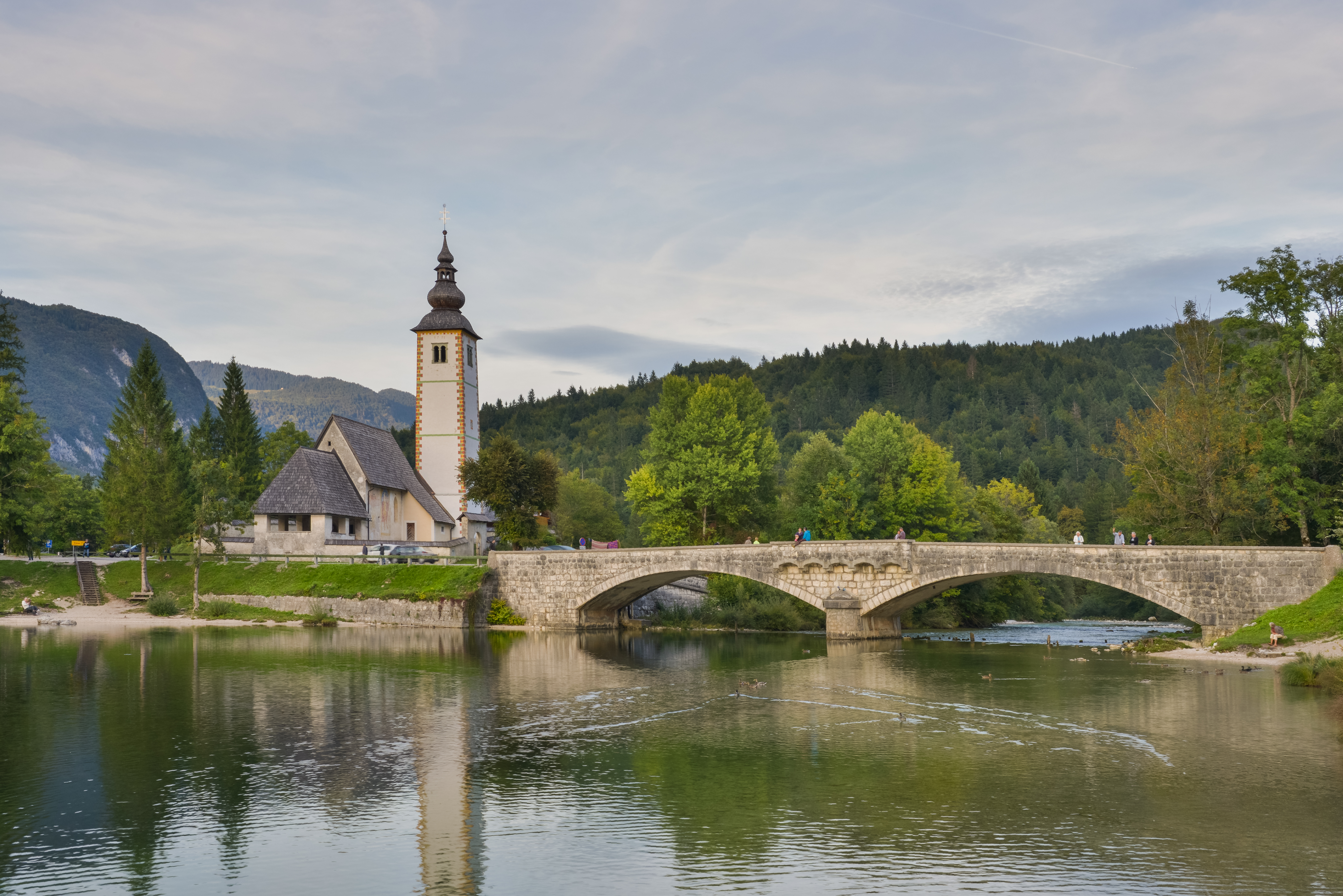
Das Ostende des Wocheiner Sees mit der Kirche sv. Janez (Ribčev Laz)

## Geschichte
Die archäologischen Funde aus diesem Gebiet zeugen davon, dass Wochein schon in den letzten Jahrzehnten des 7. Jahrhunderts v. Chr. besiedelt war. In der Nähe von Ajdovski gradec, einer Anhöhe bei Bohinjska Bistrica, wurden neun Gebäude aus der Älteren Eisenzeit entdeckt, die W. Schmid als Wohnstätten, Schmieden und Schmelzhütten betrachtet. Im 1. Jahrhundert v. Chr. war Bohinj als Bestandteil des Königreichs Noricum bereits dem Eisenhandelsnetz angeschlossen. In Ajdovski gradec wurden Reste einer Wehranlage (Fliehburg) und einer Schmelzhütte aus der römischen Spätantike entdeckt. Im 7. und 8. Jahrhundert siedelten sich hier die Slawen an (Grabstätten in Srednja vas, Zlan und Bohinjska Bistrica).

### Mittelalter
Die erste Erwähnung von Bohinj stammt aus dem Jahre 1070. In dieser Zeit verloren die Bewohner von Bohinj
allmählich ihre Freiheit und wurden von mittelalterlichen Grundherren abhängig.
Im 13. Jahrhundert brachte die Nähe zu den Freisinger Besitzungen in Škofja Loka (Bischoflack) dem Tal deutschen Einfluss, der sich zwar im Dialekt niederschlug, sich aber nicht durchsetzen konnte. Eine Ausnahme bildete der Ort Nemški Rovt (Deutsch Gereuth, oberhalb von Bohinjska Bistrica in Richtung der früheren deutschen Sprachinsel Zarz gelegen), der im Hochmittelalter vom Tiroler Hochstift Brixen in seiner damaligen Herrschaft Veldes (Bled) durch Tiroler Kolonisten gegründet wurde. Im 19. Jahrhundert ging auch dort die deutsche Sprache verloren.

### Neuzeit
Die Ortenburger begründeten schon im 14. Jahrhundert die ersten Hammerschmieden. Bis zum 16. Jahrhundert war das abgelegene Bohinj nur durch einen Fußweg mit der Außenwelt verbunden, der über den Sattel Vrh Bace in das Soča-Tal nach Süden führte und über die Ränder der Pokljuka nach Gorenjsko im Norden. Steigende Nachfrage nach Eisenwaren und der Zuwandererstrom aus Italien bewirkten im 16. Jahrhundert eine stärkere Entwicklung der Hammerwerke, die in Bohinjska Bistrica, 1549 schriftlich erwähnt, und in Stara Fužina bis Ende des 19. Jahrhunderts in Betrieb waren. Danach konnten sie mit der moderneren europäischen Eisenindustrie nicht mehr Schritt halten.
Das Erz für die Bohinjer Hammerschmieden baute man auf den umliegenden Hochebenen in Form von Bohnenerz ab. Auf den Plateaus Pokljuka und Jelovica brannte man die Holzkohle für die Erzverhüttung. Das Schmelzeisen wurde vorwiegend zu Drähten und Drahtstiften verarbeitet, Mitte des 19. Jahrhunderts wurden in den Bohinjer Hochöfen jährlich zwischen 400 und 800 Tonnen Roheisen gewonnen. In den Hammerwerken arbeiteten rund 450 Eisenschmelzer, Schmiede, Bergarbeiter, Kohlenbrenner und Fuhrleute. Der Niedergang der Hammerschmieden Ende des 19. Jahrhunderts war ein schwerer Schlag für die Bohinjer Wirtschaft. Von den Hammerwerken zeugen die Schmelzöfenreste in der Siedlung Pozabljeno bei Bohinjska Bistrica und das Landschloss von Sigmund Zois von Edelstein.
Die Bewohner von Bohinj begannen sich danach intensiver mit Land- und Forstwirtschaft zu beschäftigen. Viehzucht und damit auch die Käserei blühten auf. Im 19. Jahrhundert begann man in den meisten Dörfern um Bohinj und auf den Bergen Käsereigenossenschaften zu gründen und sie nach Schweizer und österreichischen Erfahrungen auszurüsten. Die Entfaltung der Käserei wurde vor allem durch den Pfarrer von Bistra, Janez Mesar, und den Schweizer Förderer des Käsereiwesens, Thomas Hitz, angeregt. Der Bohinjer Käse wurde über das Gebiet des heutigen Slowenien hinaus bis nach Triest und Wien verkauft.
Im Gebirgskrieg des Ersten Weltkrieges verlief die Isonzofront entlang des Kamms im Südwesten des Tales, wovon heute noch Stellungen zeugen.

### Zweiter Weltkrieg
Auf dem Gebiet der heutigen Gemeinde Bohinj wurden in den Ortschaften Ravne v Bohinju und Ukanc Massengräber aus der Zeit um den Zweiten Weltkrieg gefunden.

### Name
Sowohl der slowenische als auch der deutsche Name des Ortes entstammt der Legende nach der Begegnung der Einheimischen mit einem deutschsprachigen Reisenden, der diesen mehrmals die Frage Wohin? gestellt haben soll.

## Kirchen in Bohinj
- Kirche sv. Janez (Ribčev Laz),
- Kirche Marijinega vnebovzetja (Mariä Himmelfahrt, Bitnje),
- Kirche sv. Magdalene (Brod),
- Kirche sv. Ahacija (Nemški Rovt),
- Kirche sv. Duha (Zum Hl. Geist, Sveti Duh),
- Kirche sv. Marjete (Jereka),
- Kirche sv. Križa (Zum Hl. Kreuz, Koprivnik),
- Kirche sv. Martina (Srednja Vas),
- Kirche sv. Miklavža (Bohinjska Bistrica)

## Persönlichkeiten aus der Gemeinde

### Dort geborene Persönlichkeiten
- Bernard Locnikar (* 28. September 1848; † 7. November 1894), Benediktiner, 3. Abt von St. John’s, Collegeville, USA (1890–1894)
- Ana Soklič (* 1984), Sängerin